# 15779 Скоттробертс
15779 Скоттробертс (15779 Scottroberts) — астероїд головного поясу, відкритий 26 липня 1993 року.
Тіссеранів параметр щодо Юпітера — 3,430.